# Сочленённый самосвал
Сочленённый самосвал, или землевоз — специализированная машина высокой проходимости, предназначенная для перевозки больших объёмов сыпучих материалов и используемая в качестве альтернативы автосамосвалам на работах в условиях бездорожья. Применяется при земляных работах и строительстве дорог, на угольных и рудных карьерах и т. п.
По способу агрегатирования землевозы подразделяются на прицепные (землевозные тележки), применяемые в агрегате с промышленными тракторами (такими как С-80 и С-100) или двух- и многоосными тягачами, и автоземлевозы, используемые в агрегате с одноосными тягачами (следует отметить, что советский ГОСТ выделял также автоземлевозы несочленённой конструкции, однако на практике такая классификация в отношении несочленённых автосамосвалов ныне не применяется). По способу разгрузки подразделяются на машины с задней, донной и боковой разгрузкой.
В СССР машины данного типа активно разрабатывались в 1950-х годах. В качестве строительной техники широкого распространения не получили, найдя применение преимущество в карьерных разработках. Наиболее известным из советских землевозов является автоземлевоз Д-504, использовавшийся в агрегате с одноосным тягачом МАЗ-529В.
Примером необычного использования шасси землевоза является современная шведская самоходная гаубица «Archer», созданная на базе узлов и агрегатов автоземлевоза Volvo A30D. В конструкции машины использован не только одноосный тягач, но также и рама и ходовая часть собственно землевозного оборудования, агрегатируемого с ним.